# Limnophora cubana
Limnophora cubana este o specie de muște din genul Limnophora, familia Muscidae, descrisă de Johnson în anul 1919.
Este endemică în Cuba. Conform Catalogue of Life specia Limnophora cubana nu are subspecii cunoscute.